# Sternwarte Herne

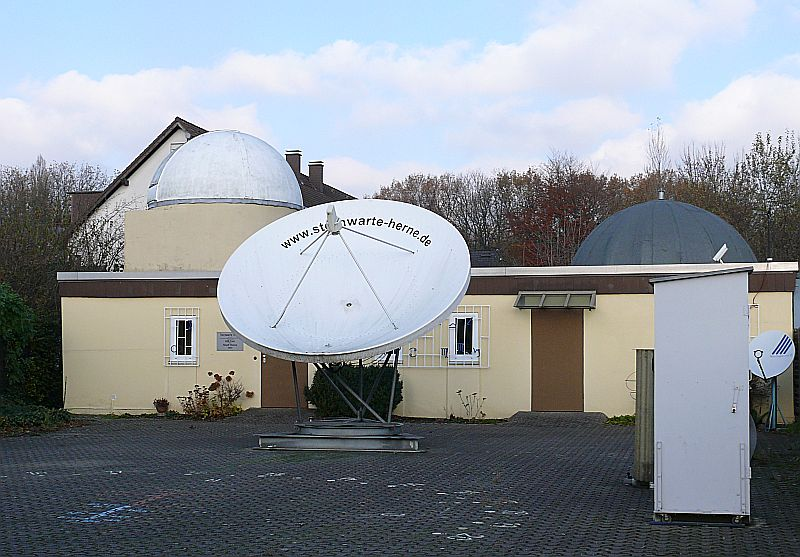
Sternwarte Herne

Die Sternwarte Herne ist eine von der „Astronomischen Arbeitsgemeinschaft Wanne-Eickel/Herne e.V.“ errichtete und betriebene Volkssternwarte. Sie liegt im Dorneburger Park der Stadt Herne im nördlichen Ruhrgebiet und hat außer den üblichen Instrumenten auch ein Radioteleskop und ein angeschlossenes Planetarium.

## Geschichte
Seit dem Herbst 1974 wurde an der Volkshochschule Herne ein Astronomie-Kurs angeboten, der Laien und Anfängern die Grundlagen der Astronomie vermittelte. Himmelsbeobachtungen konnten jedoch allenfalls an den Kursabenden durchgeführt werden. Das verwendete Teleskop war ein 10-cm-Newton-Teleskop, das jedes Mal auf dem Dach der Volkshochschule aufgestellt werden musste. Später wurde ein 11,5-cm-Schmidt-Cassegrain-Teleskop in einem Häuschen fest installiert.
Im Jahre 1981 gründeten Hörer des Kurses die „Astronomische Arbeitsgemeinschaft Wanne-Eickel/Herne“, Vorsitzender wurde der VHS-Dozent Dieter Rösener. Als Versammlungsraum diente ein umgebauter Hühnerstall des Dozenten. Zur Beobachtung musste das Teleskop jedes Mal im Garten aufgestellt werden, die Sicht war durch Bäume stark eingeschränkt. Bald entstanden daher Pläne zur Errichtung einer festen Beobachtungsstation. Auf dem Bauhof des Grünflächenamtes der Stadt Herne konnte schließlich ein Container als Vortragsraum genutzt werden. 1984 wurde die Arbeitsgemeinschaft in einen eingetragenen gemeinnützigen Verein umgewandelt und die Kurse der VHS in den Container verlagert. Im selben Jahr erhielt der Verein einen 12,5-cm-Refraktor. 1986 konnte der Verein eine gebrauchte GFK-Kuppel mit vier Metern Durchmesser erwerben. Eine Fachwerkunterkonstruktion wurde in Eigenarbeit erstellt. Dies war der Vorläufer der heutigen Sternwarte.
Nach langwierigen Verhandlungen mit der Stadt Herne, dem Regierungspräsidenten Arnsberg und dem Hauptsponsor, der Fa. Hüls, konnte 1989 mit dem Bau der Volkssternwarte begonnen werden. Fast alle Arbeiten wurden von Vereinsmitgliedern durchgeführt. Es entstanden ein Vortragsraum für 30 Personen, ein Planetarium mit 22 Sitzplätzen, eine Bibliothek und ein Fotolabor. Die Beobachtungskuppel wurde auf dem Dach installiert. 1991 wurde die Sternwarte feierlich eingeweiht.
In den Folgejahren wurden ein Planetenweg angelegt und eine Bodensonnenuhr errichtet, das Planetarium wurde umgebaut. Im Hof wurde ein Radioteleskop aufgestellt.
Die Sternwarte Herne bietet regelmäßige Himmelsbeobachtungen, astronomische Vorträge und Vorführungen im Planetarium an.

## Instrumente
Zur Beobachtung werden in der Kuppel ein 5-Zoll-Refraktor und ein 20-cm-Schmidt-Cassegrain-Teleskop genutzt. Zur automatischen Nachführung wird eine CCD-Kamera eingesetzt. Im Hof befinden sich Säulen zur Aufstellung weiterer Teleskope.